# Urophora anthropovi
Urophora anthropovi är en tvåvingeart som beskrevs av Valery Korneyev och White 1992. Urophora anthropovi ingår i släktet Urophora och familjen borrflugor.
Artens utbredningsområde är Turkmenistan. Inga underarter finns listade i Catalogue of Life.